# M6 (Metro Istanbul)

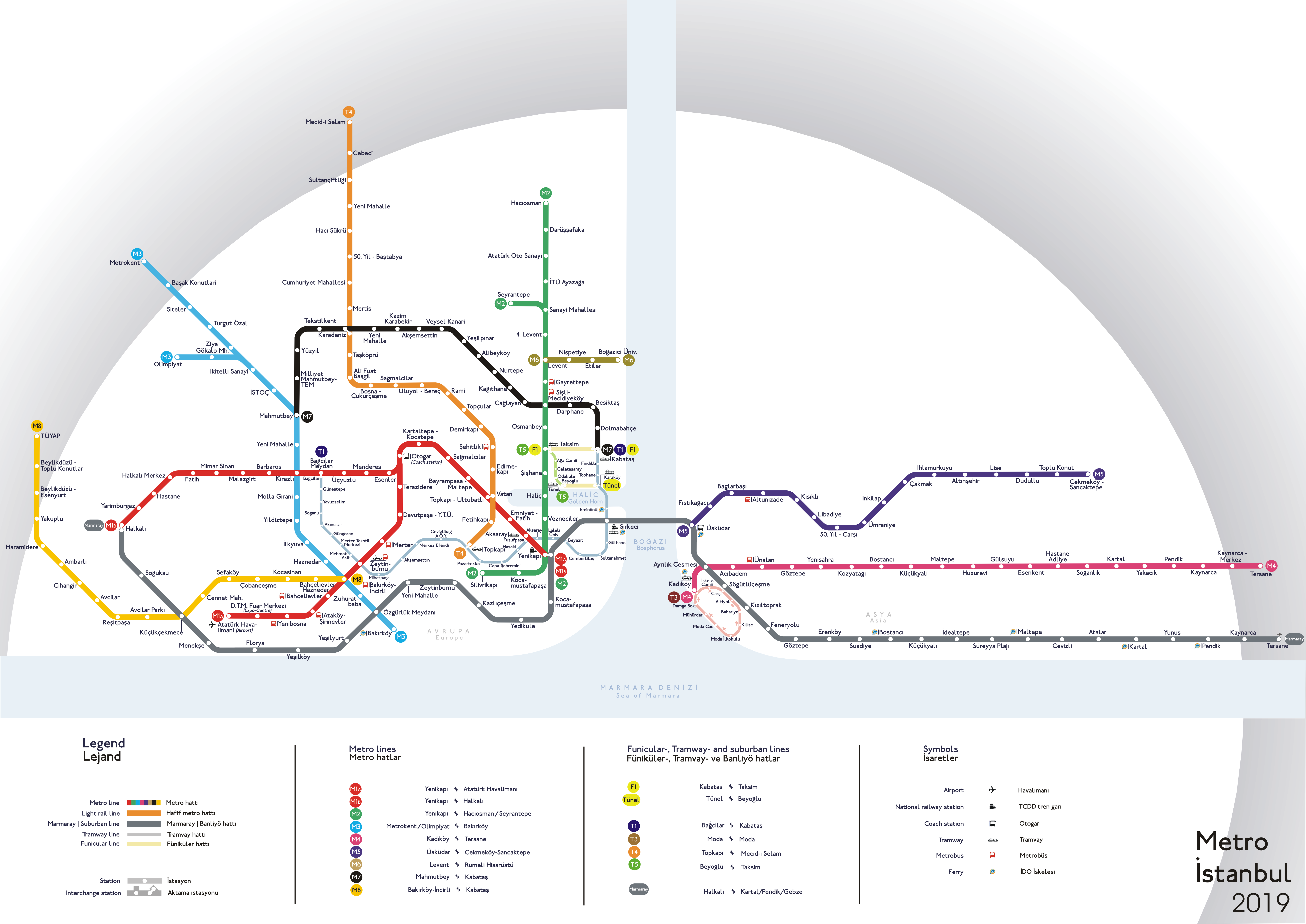
Einbettung der geplanten U-Bahn-Linie M10 (gelb-grün) in das zukünftige Istanbuler U-Bahn-Netz

Die Linie M6 der Metro Istanbul ist eine U-Bahn-Linie auf der europäischen Seite der türkischen Millionenstadt Istanbul. Sie wird auch Mini-Metro genannt und verbindet die Station Levent der M2 mit der Station Boğaziçi Üniversitesi – Hisarüstü.
Die Linie ging am 19. April 2015 in Betrieb.
Die M6 kann 10.000 Passagiere pro Stunde transportieren. Ein Mangel an Transportmitteln in der Gegend verbunden mit einem hohen Verkehrsaufkommen machten den Bau der Linie nötig.

## Streckenverlauf

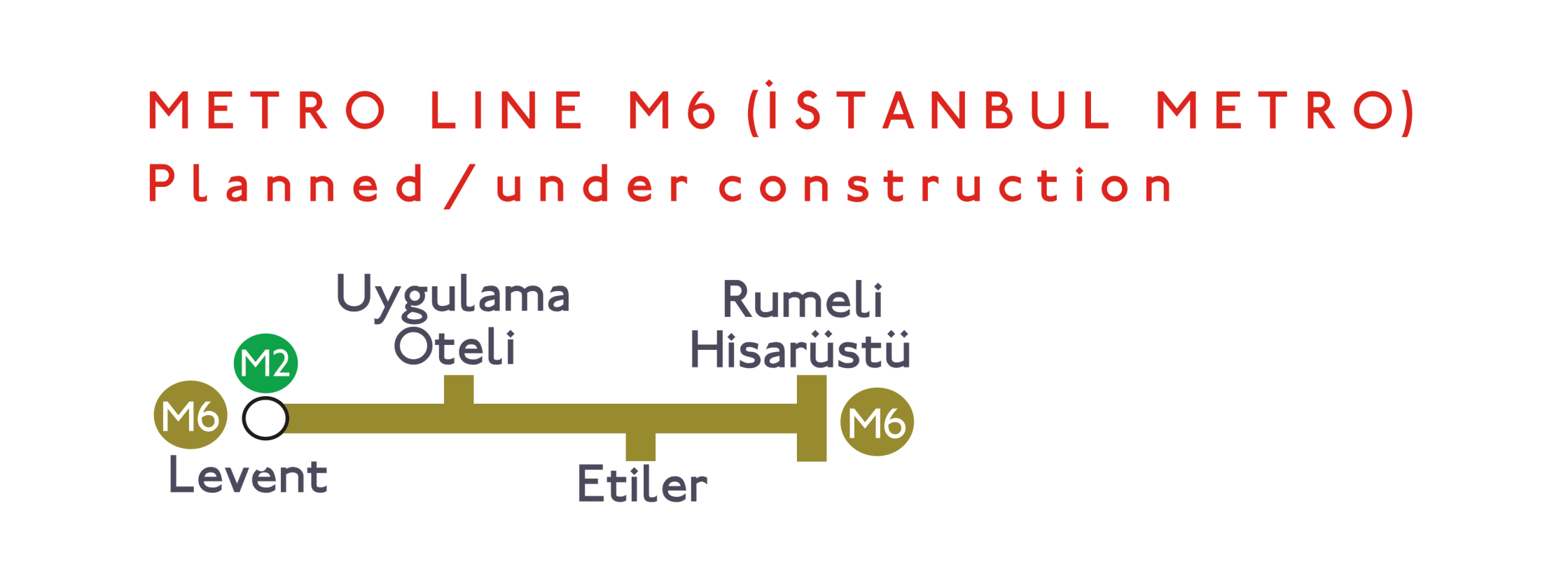
Stationsplan der Metrolinie M6 Levent-Rumeli

Die Strecke läuft eingleisig von Levent aus ostwärts und passiert auf ihrem Linienweg die Stationen Uygulama Oteli und Etiler, ehe sie ihren östlichen Endbahnhof Boğaziçi Üniversitesi – Hisarüstü erreicht. An diesem besteht, nach Fertigstellung, eine Umsteigemöglichkeit zur Linie F4 (Rumeli Hisarüstü – Aşiyan).